# Bertalan Farkas

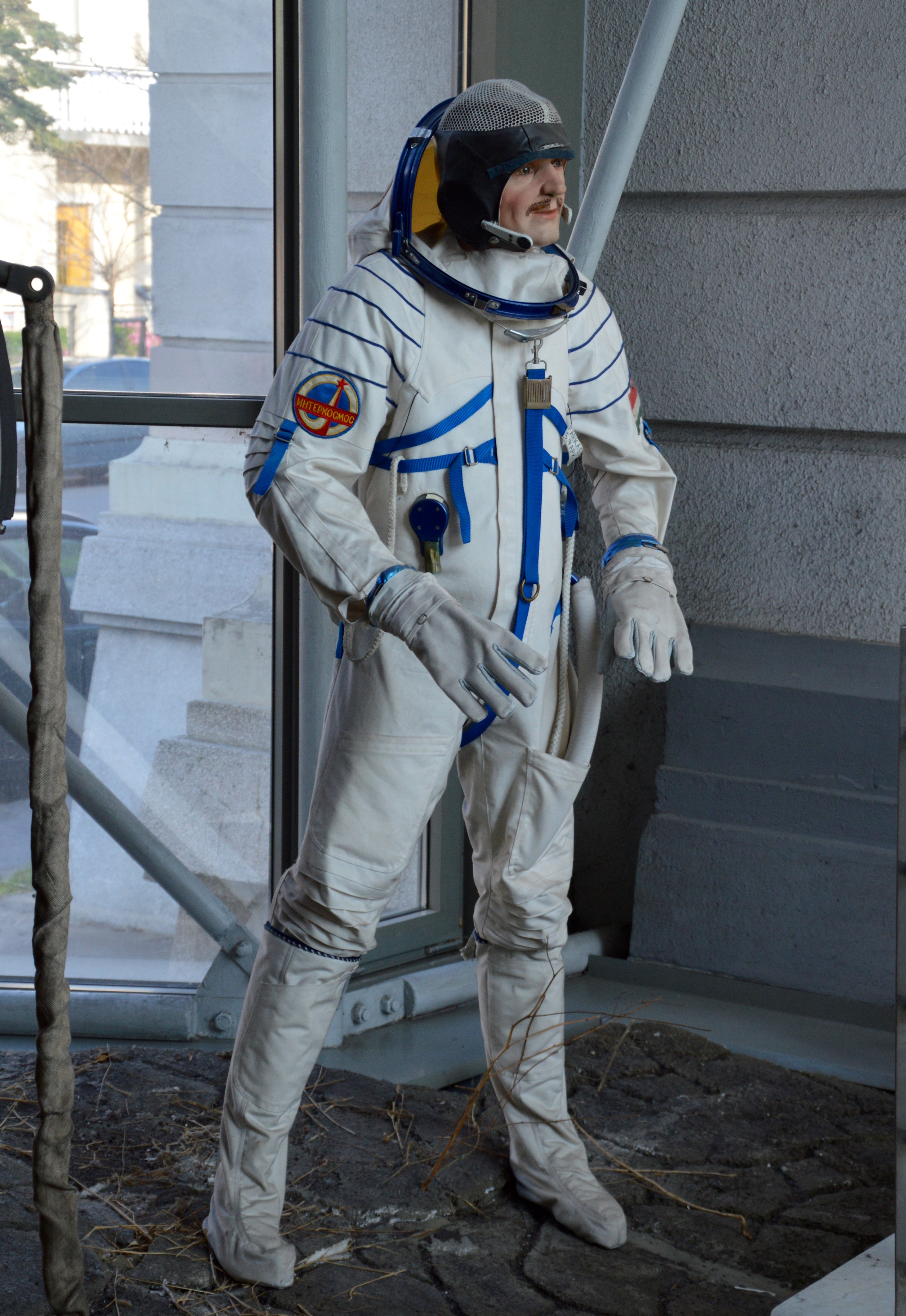
Kombinezon Bertalana Farkasa w Węgierskim Muzeum Techniki i Transportu

Bertalan Farkas (ur. 2 sierpnia 1949 w Gyulaháza, komitat Szabolcs-Szatmár-Bereg) – węgierski pilot wojskowy, generał brygady, pierwszy Węgier i esperantysta w kosmosie.

## Wykształcenie i służba wojskowa
Po ukończeniu w 1967 gimnazjum rozpoczął naukę w wyższej szkole lotniczej im. Györgya Kiliána w Szolnoku. Od 1969 do 1972 kontynuował naukę w ZSRR, w Krasnodarskiej Wyższej Wojskowej Lotniczej Szkoły Pilotów w Krasnodarze. Po powrocie na Węgry rozpoczął służbę w lotnictwie myśliwskim. W latach 1978–1980 przebywał w ZSRR, przygotowując się do lotu kosmicznego.

## Udział wprogramie Interkosmos
W styczniu 1978 Farkas oraz drugi węgierski kandydat do lotu w kosmos – Béla Magyari – zostali zakwalifikowani do dalszego szkolenia w Centrum Wyszkolenia Kosmonautów im. J. Gagarina w Gwiezdnym Miasteczku pod Moskwą. Szkolenie rozpoczął w marcu 1978. Obaj od razu zostali przydzieleni do konkretnych załóg. Dowódcą załogi, w której znalazł się Farkas, był Walerij Kubasow. Ta decyzja była podyktowana tym, że początkowo lot był planowany na 1979. Jednak problemy techniczne ze statkiem Sojuz 33 wymusiły przesunięcie misji na następny rok. 11 maja 1980 specjalna komisja zatwierdziła składy załóg podstawowej i rezerwowej. Dublerami Farkasa i Kubasowa zostali: Władimir Dżanibekow oraz Béla Magyari. Sam lot kosmiczny odbył się od 26 maja do 3 czerwca 1980. Kosmonauci wystartowali na pokładzie statku kosmicznego Sojuz 36. 27 maja nastąpiło dokowanie do stacji kosmicznej Salut 6, na której przebywała trzecia stała załoga: Leonid Popow i Walerij Riumin. Po zrealizowaniu wspólnych prac załoga radziecko-węgierska powróciła na Ziemię w kapsule Sojuza 35. Była to piąta załogowa misja realizowana w ramach programu Interkosmos.

## Po zakończeniu kariery kosmonauty
Po powrocie na Węgry rozpoczął studia na Politechnice w Budapeszcie, które zakończył w 1986. W 1985 w Paryżu był jednym z założycieli Stowarzyszenia Uczestników Lotów Kosmicznych (Association of Space Explorers). Był organizatorem II Kongresu stowarzyszenia, który w 1986 odbył się na Węgrzech. Po studiach pozostał na uczelni, gdzie zajmował się zagadnieniem związanym z opracowywaniem informacji otrzymywanych ze sztucznych satelitów. Poza tym uczestniczył w pracach grupy badawczej Węgierskiej Akademii Nauk, która pracowała w ramach programu Interkosmos. Do służby wojskowej powrócił w 1992. Przez trzy lata był zastępcą dowódcy sił powietrznych. W 1996 został attaché wojskowym w ambasadzie Węgier w Stanach Zjednoczonych. Do rezerwy został przeniesiony w 1997. Po opuszczeniu armii zajął się m.in. biznesem. Został m.in. przedstawicielem rady nadzorczej węgierskiej kompanii lotniczej Atlant-Hungary Airlines oraz w 2003 prezesem firmy Airlines Service and Trade.

## Odznaczenia i nagrody
- Bohater Węgierskiej Republiki Ludowej (1980)
- Bohatera Związku Radzieckiego (30 czerwca 1980)
- Złota Gwiazda
- Order Lenina
- Medal „Za zasługi w podboju kosmosu” (przyznany dekretem Prezydenta Federacji Rosyjskiej Dmitrija Miedwiediewa, № 435 z 12 kwietnia 2011)[2]
- Universal Astronaut Insignia za lot orbitalny (nr 94) – Stowarzyszenie Uczestników Lotów Kosmicznych (Association of Space Explorers(inne języki))[3]

## Wykaz lotów
| Loty kosmiczne, w których uczestniczył Bertalan Farkas.                  | Loty kosmiczne, w których uczestniczył Bertalan Farkas. | Loty kosmiczne, w których uczestniczył Bertalan Farkas. | Loty kosmiczne, w których uczestniczył Bertalan Farkas. | Loty kosmiczne, w których uczestniczył Bertalan Farkas. | Loty kosmiczne, w których uczestniczył Bertalan Farkas. | Loty kosmiczne, w których uczestniczył Bertalan Farkas. |
| Lp.                                                                      | Data startu                                             | Statek kosmiczny                                        | Data lądowania                                          | Statek kosmiczny                                        | Funkcja                                                 | Czas trwania                                            |
| ------------------------------------------------------------------------ | ------------------------------------------------------- | ------------------------------------------------------- | ------------------------------------------------------- | ------------------------------------------------------- | ------------------------------------------------------- | ------------------------------------------------------- |
| 1                                                                        | 26 maja 1980                                            | Sojuz 36                                                | 3 czerwca 1980                                          | Sojuz 35                                                | Kosmonauta-badacz                                       | 7 dni 20 godziny 45 minut i 44 sekundy.                 |
| Łączny czas spędzony w kosmosie – 7 dni 20 godziny 45 minut i 44 sekundy |                                                         |                                                         |                                                         |                                                         |                                                         |                                                         |